# 大卫·品生特
大卫·休谟·品生特 （英语：David Hume Pinsent，又译大卫·平逊特，1891年5月24日—1918年5月8日）是奥地利哲学家路德维希·维特根斯坦的朋友、合作者和柏拉图式的爱人。维特根斯特的《逻辑哲学论》就是献给他的。

## 生平
品生特出生于伯明翰埃德巴斯顿，是英国哲学家大卫·休谟的后代。他在剑桥大学获得了数学领域的一等学士学位，乔治·汤姆孙评价他为“我一年中见到的最聪明的人，也是我一生中见到的最聪明的人之一。”品生特接下来选择在法律领域继续学习。
他1912年在三一学院学习的时候遇到了比他大两岁的维特根斯坦。维特根斯坦研究语言和音乐的韵律时，他作为维特根斯坦的研究对象，出于在音乐和数学上的共同兴趣，建立了与维特根斯坦的友谊。这促使他们一起度过许多假期，包括前往冰岛和挪威的旅行（由维特根斯坦出资）。他的日记（1912年－1914年）记录了他和维特根斯坦在一起的时光。
在第一次世界大战中，品生特被认定为不适宜于在军中服役。他于是受训成为一名试飞员，为位于法恩伯勒的皇家航空研究院工作，并在那里死于1918年5月的一场空难。